# 朝阳镇 (巫溪县)
朝阳镇，是中华人民共和国重庆市巫溪县下辖的一个乡镇级行政单位。

## 行政区划
朝阳镇下辖以下地区：
朝阳村、玉皇村、绿坪村、松花村、东桥村和咸池村。